# أندرياس بيتشمان
أندرياس بيتشمان (بالألمانية: Andreas Pietschmann) (و. 1969  م) هو ممثل مسرحي، وممثل أفلام، وممثل تلفزي، ومؤدي أصوات ألماني، ولد في فورتسبورغ.
ومن أشهر أعماله مسلسل دارك.

## وصلات خارجية
- أندرياس بيتشمان على موقع IMDb (الإنجليزية)
- أندرياس بيتشمان على موقع روتن توميتوز (الإنجليزية)
- أندرياس بيتشمان على موقع قاعدة بيانات الأفلام العربية
- أندرياس بيتشمان على موقع ألو سيني (الفرنسية)
- أندرياس بيتشمان على موقع ميوزك برينز (الإنجليزية)
- أندرياس بيتشمان على موقع أول موفي (الإنجليزية)
- أندرياس بيتشمان على موقع ديسكوغز (الإنجليزية)
- أندرياس بيتشمان على موقع قاعدة بيانات الفيلم (الإنجليزية)
- أندرياس بيتشمان على موقع كينوبويسك (الروسية)